# Цыганов, Евгений Эдуардович
Евге́ний Эдуа́рдович Цыгано́в (род. 15 марта 1979, Москва, СССР) — российский актёр театра, кино и дубляжа, режиссёр театра и кино, сценарист, композитор.
Лауреат премии Правительства Российской Федерации (2015).

## Биография
Родился 15 марта 1979 года в Москве в семье сотрудников московского НИИ «Титан» Эдуарда Евгеньевича и Любови Викторовны Цыгановых. Бабушка по отцовской линии Софья Девишева является двоюродной сестрой Сергея Образцова, которого в 2021 году Евгений сыграл в биографическом спектакле Екатерины Образцовой «Я — Сергей Образцов».
У актёра есть старшая единоутробная сестра Ирина (от первого брака матери).
Окончил музыкальную школу по классу фортепиано. 4 года служил в Театре на Таганке, где играл различные детские роли.
С 1993 по 1997 год играл в рок-группе «А.S.», затем с приятелем создал новую группу «Гренки», которая активно выступала по клубам, выпустила один альбом и распалась к 2004 году, но вновь воссоединилась в 2009 году.
В 1996 году поступил в театральное училище имени Щукина.
В 1997 году поступил на режиссёрский факультет РАТИ, который окончил в 2001 году, и был принят в труппу Московского театра «Мастерская Петра Фоменко».
Дебют в кино — в фильме Юрия Грымова «Коллекционер» в 2001 году.
В 2014 году впервые выступил в качестве театрального режиссёра, поставив спектакль «Олимпия» по пьесе Ольги Мухиной на сцене театра «Мастерская П. Фоменко». Также сыграл одну из ролей и выступил в качестве музыканта.
В 2017 году вместе с группой POKAPRET выступил на сцене Наше 2.0 на фестивале «Нашествие».

## Личная жизнь
От фактического брака с актрисой Ириной Леоновой у него семеро детей: Полина (род. 2005), Никита (род. 2006), София (род. 2008), Андрей (род. 2010), Александр (род. 2011), Георгий (род. 2014), Вера (род. 2015).
С 2019 года женат на актрисе Юлии Снигирь, 9 марта 2016 года родился сын Фёдор.

## Творчество

### Роли в театре
Независимый театральный проект
- 2009 — «Папаши»[6] по пьесе Давид Декка — Антуан

Мастерская П. Фоменко
- 2000 — «Одна абсолютно счастливая деревня», реж. Пётр Фоменко — Михеев
- 2008 — «Бесприданница» А. Н. Островского, реж. Пётр Фоменко — Карандышев
- 2010 — «После занавеса», реж. Евгений Каменькович — Григорий Степанович Смирнов
- 2013 — «Безумная из Шайо» по пьесе Жан Жироду, восстановленный спектакль, реж. восстановления Кирилл Пирогов — Жан-Ипполит барон Томар
- 2014 — «Олимпия» по пьесе Ольги Мухиной, реж. Евгений Цыганов — Макаров, тренер Алёши
- 2017 — «…Души» по произведениям Николая Гоголя, реж. Фёдор Малышев — Собакевич
- 2019 — «Чайка» по пьесе Антона Чехова, реж. Кирилл Пирогов — Тригорин
- 2021 — «Моцарт „Дон Жуан“. Генеральная репетиция», реж. Дмитрий Крымов — Режиссер

Другие театры
- 2002 — «Преступление и наказание» Ф. М. Достоевского (МХТ им. А. П. Чехова, реж. Елена Невежина) — Раскольников
- 2003 — «Двенадцатая ночь» (Международный Чеховский фестиваль, Лондонский театр Cheek by Jowl, реж. Деклан Доннеллан) — Себастьян
- 2007 — «Трусы» (премьера в Театре на Литейном, реж. Иван Вырыпаев) — Сергей
- 2012 — «Старший сын» по пьесе А. Вампилова (Театральная компания «Свободная сцена», реж. Павел Сафонов) — Бусыгин Владимир
- 2019 — «Лёгкая боль//Барнабас» Г. Пинтера (Около дома Станиславского, реж. Юрий Погребничко) — Эдвард
- 2020 — «Три сестры. Я вас не помню собственно…» А. П. Чехова (Около дома Станиславского, реж. Юрий Погребничко, 3-я версия) — Чебутыкин
- 2021 — «Я — Сергей Образцов» (Театр кукол имени Образцова, реж. Екатерина Образцова)

Театральные постановки
- 2014 — «Олимпия» по пьесе Ольги Мухиной
- 2022 — «Комедия о трагедии» на основе репетиций не завершённого Петром Фоменко спектакля по «Борису Годунову» А. С. Пушкина («Мастерская П. Фоменко»)[7].

### Фильмография

#### Актёрские работы
— главная роль

| Год  |     | Название                                    | Роль                                                                                                 |
| ---- | --- | ------------------------------------------- | --- |
| 2001 | ф   | Коллекционер                                | Илья                                                                                                 |
| 2002 | ф   | Займёмся любовью                            | Постников                                                                                            |
| 2003 | ф   | Прогулка                                    | Петя                                                                                                 |
| 2004 | ф   | Дети Арбата                                 | Саша Панкратов                                                                                       |
| 2005 | ф   | Фарт                                        | Пётр                                                                                                 |
| 2005 | ф   | Космос как предчувствие                     | Герман                                                                                               |
| 2006 | с   | Охотник                                     | Владимир                                                                                             |
| 2006 | ф   | Питер FM                                    | Максим                                                                                               |
| 2006 | ф   | Многоточие                                  | Юрочка                                                                                               |
| 2007 | ф   | Ветка сирени                                | Сергей Рахманинов                                                                                    |
| 2007 | ф   | Русалка                                     | Саша                                                                                                 |
| 2007 | ф   | Красный жемчуг любви                        | Григорий                                                                                             |
| 2008 | ф   | Плюс один                                   | ростовая кукла                                                                                       |
| 2009 | ф   | Горячие новости                             | Герман                                                                                               |
| 2009 | ф   | Ночь бойца                                  | Хруст                                                                                                |
| 2009 | ф   | Событие                                     | Альфред Афанасьевич Барбошин, сыщик                                                                  |
| 2009 | ф   | 9 мая. Личное отношение (новелла «Награда») | солдат, оказавшийся актёром                                                                          |
| 2009 | с   | Иван Грозный                                | палач                                                                                                |
| 2010 | ф   | Счастливый конец                            | сосед Игорь                                                                                          |
| 2010 | ф   | Брестская крепость                          | лейтенант Почерников                                                                                 |
| 2010 | ф   | Неадекватные люди                           | Павел Викторович Козлов, психолог, автор книги «Жизнь с чистого листа»                               |
| 2010 | кор | Опасная зона                                | снимался                                                                                             |
| 2011 | ф   | Огни притона                                | Валера                                                                                               |
| 2011 | с   | Откровения                                  | Глеб Геннадьевич, таксист                                                                            |
| 2011 | ф   | И не было лучше брата                       | Симург                                                                                               |
| 2011 | ф   | Забытый                                     | Сергей Васильевич Гастев                                                                             |
| 2012 | ф   | Энтропия                                    | Овощ                                                                                                 |
| 2012 | ф   | Это не я                                    | Пётр                                                                                                 |
| 2012 | кор | Семья                                       | снимался                                                                                             |
| 2013 | с   | Оттепель                                    | Виктор Хрусталёв                                                                                     |
| 2013 | ф   | Икона сезона                                | Володя                                                                                               |
| 2013 | ф   | Диалоги (новелла «Пистолет»)                | снимался                                                                                             |
| 2013 | с   | Красные горы                                | Сергей Рогов / Аркадий Энгельгардт (кадет)                                                           |
| 2014 | ф   | Выстрел в тишину (не был завершён)          | снимался                                                                                             |
| 2014 | с   | Куприн (новелла «Впотьмах»)                 | Степан Спиридонович Ознобишин, помещик                                                               |
| 2014 | с   | С чего начинается Родина                    | Николай Громов, капитан Второго управления КГБ СССР                                                  |
| 2015 | кор | 8                                           | снимался                                                                                             |
| 2015 | ф   | Битва за Севастополь                        | Леонид Киценко, капитан                                                                              |
| 2015 | ф   | Территория                                  | Андрей Гурин                                                                                         |
| 2015 | с   | Фарца                                       | Ян Рокотов                                                                                           |
| 2015 | ф   | Про любовь                                  | Борис                                                                                                |
| 2015 | ф   | Райские кущи                                | Зилов                                                                                                |
| 2015 | ф   | Озабоченные, или Любовь зла                 | Костя                                                                                                |
| 2015 | ф   | Страна ОЗ                                   | водитель под бутиратом                                                                               |
| 2016 | с   | Кризис нежного возраста                     | Андрей Сергеевич Подшивалов, преподаватель зоотехники                                                |
| 2016 | с   | София                                       | Иван III, великий князь Московский с 1462 по 1505 годы, государь всея Руси, правнук Дмитрия Донского |
| 2016 | ф   | Пьяная фирма                                | Алмаз Шерханович                                                                                     |
| 2017 | ф   | Вы все меня бесите!                         | Геннадий Чернышёв                                                                                    |
| 2017 | ф   | Блокбастер                                  | Хлебников, провинциальный следователь                                                                |
| 2017 | ф   | Про любовь. Только для взрослых             | прохожий                                                                                             |
| 2017 | с   | Детки                                       | Игорь                                                                                                |
| 2017 | с   | Красные браслеты                            | Никита, папа Ильи                                                                                    |
| 2017 | с   | Любовницы                                   | Сергей                                                                                               |
| 2017 | кор | Акадо                                       | снимался                                                                                             |
| 2018 | ф   | Черновик                                    | Антон Владимирович Белецкий, госслужащий                                                             |
| 2018 | ф   | Человек, который удивил всех                | Егор Коршунов                                                                                        |
| 2018 | ф   | Проводник                                   | следователь Капков                                                                                   |
| 2018 | кор | Нежность                                    | незнакомый мужчина                                                                                   |
| 2018 | ф   | Почти среда                                 | снимался                                                                                             |
| 2018 | ф   | У ангела ангина                             | Чухна в зрелости                                                                                     |
| 2018 | с   | Годунов                                     | Иван Иванович, царевич, сын Ивана Грозного                                                           |
| 2018 | кор | Русская смерть                              | Алексей (часть альманаха «Время женщин»)                                                             |
| 2019 | ф   | Девятая                                     | Сергей Константинович Ростов, следователь                                                            |
| 2019 | ф   | Мёртвое озеро                               | Максим Покровский                                                                                    |
| 2019 | ф   | Тварь                                       | Сергей Васильев                                                                                      |
| 2019 | ф   | Конец сезона                                | Борис                                                                                                |
| 2019 | ф   | Неадекватные люди 2                         | Павел Козлов                                                                                         |
| 2019 | ф   | Одесса                                      | Борис                                                                                                |
| 2020 | с   | Нежность                                    | принц                                                                                                |
| 2020 | ф   | Цой                                         | Павел Шелест, водитель автобуса                                                                      |
| 2020 | с   | Грозный                                     | великий князь Иван III, дед Ивана Грозного                                                           |
| 2020 | с   | Мёртвые души                                | Павел Иванович Чичиков                                                                               |
| 2020 | ф   | Как Надя пошла за водкой                    | Алексей                                                                                              |
| 2021 | ф   | Медея                                       | Алексей                                                                                              |
| 2021 | с   | «Везёт»                                     | Иван Потапов, «трезвый водитель», бывший мотогонщик                                                  |
| 2021 | с   | Вне себя                                    | Игорь Петрович, фантом Дмитрия, подполковник МВД России                                              |
| 2022 | ф   | Происшествие в стране Мульти-Пульти         | крокодил Гена / ведущий программы «Будильник»                                                        |
| 2022 | ф   | Блондинка                                   | Лев                                                                                                  |
| 2022 | ф   | Сказки Гофмана                              | Гарик                                                                                                |
| 2023 | ф   | Джонджоли                                   | Руслан                                                                                               |
| 2023 | ф   | 1993                                        | Виктор                                                                                               |
| 2023 | с   | Цербер                                      | Иван Осипович Витт                                                                                   |
| 2023 | с   | Безбашенная                                 | Михаил                                                                                               |
| 2024 | ф   | Мастер и Маргарита                          | Мастер                                                                                               |
| 2024 | с   | Первый номер                                | Константин Иноземцев                                                                                 |
| 2025 | ф   | Батя 2. Дед                                 | дед, отец Владимира (Бати) и дедушка Максима                                                         |

#### Режиссёрские работы
| Год  |     | Название                                    | Роль                           |
| ---- | --- | ------------------------------------------- | ------------------------------ |
| 2009 | ф   | 9 мая. Личное отношение (новелла «Награда») | режиссёр                       |
| 2021 | кор | Мятежный                                    | режиссёр, продюсер, композитор |

## Награды
- 2002 — лауреат приза за «Лучшую роль второго плана» на кинофестивале «Кинотавр» (фильм «Займёмся любовью»).
- 2015 — лауреат премии «Золотой орёл» в номинации «Лучшая мужская роль на телевидении» (телесериал «Оттепель»).
- 2015 — Премия Правительства Российской Федерации в области культуры — за создание телевизионного сериала «Оттепель»[8].
- 2018 — главный приз «За лучшую мужскую роль» на XI российском открытом кинофестивале «Мужская роль» имени И. И. Мозжухина в Пензе — за роль Егора Коршунова в художественном фильме «Человек, который удивил всех»[9].
- 2019 — премия «Ника» за лучшую мужскую роль (фильм «Человек, который удивил всех»)[10].
- 2022 — премия «Золотая маска» за лучшую мужскую роль в драматическом спектакле — за роль Режиссёра в спектакле «Моцарт „Дон Жуан“. Генеральная репетиция», театр «Мастерская П. Н. Фоменко»[11].
- 2025 — премия «Ника» за лучшую мужскую роль (фильм «Мастер и Маргарита»).

## Общественное признание
- 2022 — именная звезда на Аллее актёрской славы в Выборге[12].